# Ernest Charles Jones

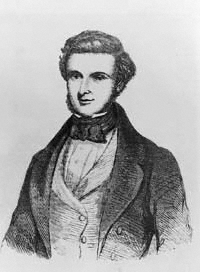
Ernest Charles Jones

Ernest Charles Jones (* 25. Januar 1819 in Berlin, Herzogtum Holstein; † 26. Januar 1869 in Manchester) war ein englischer Schriftsteller, Dichter und Anwalt, der sich politisch in der Chartistenbewegung betätigte. Die Chartisten bildeten eine politisch-soziale Bewegung in England in der ersten Hälfte des 19. Jahrhunderts. In ihrer Endphase nach 1848 gehörte Jones zu ihren Führungspersönlichkeiten.

## Leben
Ernest Jones wurde im holsteinischen Dorf Berlin (heute Ortsteil in der Gemeinde Seedorf, Kreis Segeberg), als des Sohn Majors Charles Gustavus Jones und der Charlotte Matilda Jones geboren, der dort ein Gut bewirtschaftete. Einer seiner Taufpaten war der spätere König Ernst August von Hannover. Er besuchte das Michaelis-Gymnasium in Lüneburg. 1838 übersiedelte er mit seiner Familie nach England. 1836 wurde er ordentlicher Bedienter des „English Court“. 1844 Mitglied der Anwaltskammer Inner Temple.
1846 schloss er sich dem Bund der Gerechten und dem Deutschen Arbeiterbildungsverein in London an. 1850 wurde er zusammen mit seinem Freund George Julian Harney in die Exekutive der National Charter Association gewählt.
Jones war 1848 nach einer politischen Rede verhaftet worden und kam erst 1850 wieder aus dem Gefängnis frei. Sowohl er als auch Harney waren mit Karl Marx und Friedrich Engels persönlich bekannt, und sie hielten Kontakt zueinander. Marx und Engels kommentierten die Entwicklung der Chartistenbewegung und die Arbeit von Jones und Harney in Briefen und Artikeln.
Unter Jones und Harney erhielt die Chartistenbewegung eine zunehmend sozialistische Ausrichtung, und Jones verstand die Bewegung als Teil der proletarischen, internationalen Bewegung. Die tatsächliche gesellschaftliche Bedeutung nahm jedoch offensichtlich ab. Der Chartismus endete als Bewegung mit dem letzten Chartistenkonvent 1858. Jones war Mitglied der Manchester Sektion der Internationalen Arbeiterassoziation. Ernest Jones wurde auf dem Ardwick Cemetery in Manchester begraben.
Als Schriftsteller und Dichter setzte sich Jones ebenfalls mit den Fragen politischer Unterdrückung und sozialer Ungerechtigkeit auseinander. Zu seinen Romanen gehören: The Maid of Warsaw und Woman’s Wrongs. Einige seiner Gedichte, zum Beispiel The Painter of Florence, The Song of the Poor, The Song of the Day-Labourers und The Factory Slave erreichten einen recht hohen Bekanntheitsgrad.
Insgesamt existierte eine reichhaltige, chartistische Literatur – einige Gedichte wurden vertont und als Lieder gesungen, eine Vielzahl von Gedichten und Romanen erschien in den chartistischen Zeitungen, auch in der von Jones 1851 gegründeten Zeitschrift Notes to the People.

## Werke
- Infantine effusions. F. H. Nestler, Hamburg 1830 Digitalisat
- The Wood-Spirit. A Novel. T. W. Boone, London 1841 Band 1 Digitalisat
- Fergus O’Connor, Ernst Charles Jones (Hrsg.): The Labourer; A monthly magazin of politics, literature, poetry & c. Bd. 1. Northern Star Office, Manchester 1847 Digitalisat
- Fergus O’Connor, Ernst Charles Jones (Hrsg.): The Labourer; A monthly magazin of politics, literature, poetry & c. Bd. 2. Northern Star Office, Manchester 1847 Digitalisat
- Fergus O’Connor, Ernst Charles Jones (Hrsg.): The Labourer; A monthly magazin of politics, literature, poetry & c. Nd. 3. Northern Star Office, Manchester 1848 Digitalisat
- Fergus O’Connor, Ernst Charles Jones (Hrsg.): The Labourer; A monthly magazin of politics, literature, poetry & c. Northern Star Office, Manchester 1848 Digitalisat
- Hrsg.: Notes to the People. The Champion of Political Justice and Universal Right.  London Mai 1851 bis 1858 Digitalisat 1851
- Co-operation. In: Notes to the People. Nr. 21 vom 20. September 1851[8]
- Three to One. In: Notes to the People. Nr. 26 vom 25. September 1851[9]
- What Is Kossuth? In: Notes to the People. Nr. 31 vom 29. November 1851[10]
- Erklärung gegen Karl Heinzen. Übersetzt von Jenny Marx. London 3. März 1852.[11]
- The Coming Crisis and why It Is Coming. In: Notes to the People. Nr. 16 vom 21. August 1852[12]
- The Storm’s First Thunder. In: Notes to the People. Nr. 42 vom 19. Februar 1853[13]
- A Phamphlet on the „Revelations Concerning the Trial of the Communists at Cololone“. In: Notes to the People. Nr. 47 vom 26. März 1853[14]
- Secret Intrigue of Russian Tools, and Scandalous Doings of „Our“ Cabinet in the East. In: Notes to the People. Nr. 86 vom 24. Dezember 1853[15]
- Different Features of Popular Feeling. In: Notes to the People. Nr. 103 vom 22. April 1854[16]
- Discoveries Made Too Late. In: Notes to the People. Nr. 130 vom 28. Oktober 1854[17]
- The Maid of Warsaw, or the Tyrant Czar: a tale of the last Polish Insurrection. London 1854
- Woman’s Wrongs. A series of tales. London 1855
- Evenings with the People. The Franchise and Taxation, an adress. London 1856 Digitalisat
- Evenings with the people. The unemployed. London 1857[18]
- The revolut of Hindostan; or the new world. A. poem. Wilson, London 1857[19]
- Corayda. A Tale of Faith and Chibalry, and other poems. W. Kent & Co., London 1860 Digitalisat
- Communist Party of Great Britain History Group Corporation (Hrsg.): Diary of Ernest Jones 1839-47. Hammersmith, London 1961 (Our history 21)